# Anna Ottosson
Anna Helene Ottosson Blixth (ur. 18 maja 1976 we Frösön) – szwedzka narciarka alpejska, brązowa medalistka olimpijska i wicemistrzyni świata.

## Kariera
Pierwszy raz na arenie międzynarodowej Anna Ottosson pojawiła się w 1993 roku, kiedy wystartowała na mistrzostwach świata juniorów w Montecampione. Najlepszy wynik osiągnęła tam w gigancie, który ukończyła na trzynastej pozycji. Jeszcze dwukrotnie startowała w zawodach tego cyklu, najlepszy wynik osiągając podczas mistrzostw świata juniorów w Lake Placid w 1994 roku, gdzie w gigancie była piąta.
W zawodach Pucharu Świata zadebiutowała 18 lutego 1995 roku w Åre, gdzie nie zakwalifikowała się do drugiego przejazdu giganta. Blisko rok później, 9 stycznia 1996 roku w Mariborze zdobyła pierwsze pucharowe punkty, zajmując 26. miejsce w gigancie. Na podium po raz pierwszy stanęła 28 stycznia 1998 roku w Åre, gdzie była trzecia w slalomie. Uległa tam jedynie Niemce Martinie Ertl i Sonji Nef ze Szwajcarii. W kolejnych latach jeszcze pięciokrotnie plasowała się w najlepszej trójce, odnosząc przy tym jedno zwycięstwo: 23 stycznia 2000 roku w Cortinie d’Ampezzo wygrała giganta. Ostatni raz na podium zawodów pucharowych stanęła 11 marca 2007 roku w Zwiesel, gdzie była druga w slalomie. Najlepsze wyniki osiągnęła w sezonie 2006/2007, kiedy zajęła piętnaste miejsce w klasyfikacji generalnej. Była też między innymi czwarta w klasyfikacji giganta w sezonie 1999/2000 oraz piąta w tej samej klasyfikacji w sezonie 1998/1999.
W 1998 roku wystartowała na igrzyskach olimpijskich w Nagano, gdzie była dziesiąta w slalomie, a giganta ukończyła na siódmej pozycji. Podczas rozgrywanych cztery lata później igrzysk w Salt Lake City była odpowiednio trzynasta i dziewiąta. Największy indywidualny sukces osiągnęła na igrzyskach olimpijskich w Turynie w 2006 roku, zdobywając brązowy medal w swej koronnej konkurencji. Po pierwszym przejeździe zajmowała drugie miejsce, tracąc do prowadzącej Julii Mancuso z USA 0,18 sekundy. W drugim przejeździe uzyskała najlepszy wynik, co dało jej jednak trzeci łączny czas. Ostatecznie straciła 1,14 sekundy do Mancuso i 0,47 sekundy do Tanji Poutiainen z Finlandii. Na tych samych igrzyskach była też osiemnasta w slalomie.
Wspólnie z Anją Pärson, Jensem Byggmarkiem, Patrikiem Järbynem, Hansem Olssonem i Markusem Larssonem Ottosson zdobyła także srebrny medal w zawodach drużynowych podczas mistrzostw świata w Åre. Indywidualnie najlepszy wynik na zawodach tego cyklu osiągnęła podczas mistrzostw świata w Sankt Moritz w 2003 roku, gdzie była piąta w slalomie. Była ponadto siódma w gigancie na mistrzostwach świata w Åre i dziewiąta w tej samej konkurencji na mistrzostwach świata w St. Anton w 2001 roku.
Wielokrotnie zdobywała medale mistrzostw kraju, w tym dziewięć złotych: w supergigancie w 2005 roku, kombinacji w 2006 roku, slalomie w latach 1999, 2000 i 2003 i gigancie w latach 1999, 2000, 2002 i 2006. W marcu 2007 roku zakończyła karierę.

## Osiągnięcia

### Igrzyska olimpijskie
| Miejsce | Dzień     | Rok  | Miejscowość    | Konkurencja | Czas biegu  | Strata  | Zwyciężczyni       |
| ------- | --------- | ---- | -------------- | ----------- | ----------- | ------- | ------------------ |
| 10.     | 19 lutego | 1998 | Nagano         | Slalom      | 1:32,40 min | +2,84 s | Hilde Gerg         |
| 7.      | 20 lutego | 1998 | Nagano         | Gigant      | 2:50,59 min | +3,22 s | Deborah Compagnoni |
| 13.     | 20 lutego | 2002 | Salt Lake City | Slalom      | 1:46,10 min | +5,67 s | Janica Kostelić    |
| 9.      | 22 lutego | 2002 | Salt Lake City | Gigant      | 2:30,01 min | +2,92 s | Janica Kostelić    |
| 18.     | 22 lutego | 2006 | Turyn          | Slalom      | 1:29,04 min | +3,04 s | Anja Pärson        |
| 3.      | 24 lutego | 2006 | Turyn          | Gigant      | 2:09,19 min | +1,14 s | Julia Mancuso      |

### Mistrzostwa świata
| Miejsce | Dzień     | Rok  | Miejscowość       | Konkurencja | Czas biegu  | Strata  | Zwyciężczyni          |
| ------- | --------- | ---- | ----------------- | ----------- | ----------- | ------- | --------------------- |
| 10.     | 11 lutego | 1999 | Vail/Beaver Creek | Gigant      | 2:08,54 min | +1,76 s | Alexandra Meissnitzer |
| 16.     | 13 lutego | 1999 | Vail/Beaver Creek | Slalom      | 1:33,97 min | +2,45 s | Zali Steggall         |
| DNF2    | 7 lutego  | 2001 | St. Anton         | Slalom      | 1:32,95 min | -       | Anja Pärson           |
| 9.      | 9 lutego  | 2001 | St. Anton         | Gigant      | 2:19,01 min | +3,41 s | Sonja Nef             |
| 17.     | 3 lutego  | 2003 | Sankt Moritz      | Supergigant | 1:27,48 min | +1,74 s | Michaela Dorfmeister  |
| 15.     | 13 lutego | 2003 | Sankt Moritz      | Gigant      | 2:30,97 min | +3,72 s | Anja Pärson           |
| 5.      | 15 lutego | 2003 | Sankt Moritz      | Slalom      | 1:39,55 min | +1,39 s | Janica Kostelić       |
| 12.     | 8 lutego  | 2005 | Bormio            | Gigant      | 2:13,63 min | +2,29 s | Anja Pärson           |
| DNF2    | 11 lutego | 2005 | Bormio            | Slalom      | 1:47,98 min | -       | Janica Kostelić       |
| 7.      | 13 lutego | 2007 | Åre               | Gigant      | 2:31,72 min | +1,33 s | Nicole Hosp           |
| 16.     | 16 lutego | 2007 | Åre               | Slalom      | 1:43,91 min | +2,56 s | Šárka Záhrobská       |
| 2.      | 18 lutego | 2007 | Åre               | Drużynowo   | 18 pkt      | +15 pkt | Austria               |

### Mistrzostwa świata juniorów
| Miejsce | Dzień    | Rok  | Miejscowość   | Konkurencja | Czas biegu  | Strata  | Zwyciężczyni    |
| ------- | -------- | ---- | ------------- | ----------- | ----------- | ------- | --------------- |
| 31.     | 4 marca  | 1993 | Montecampione | Slalom      | 1:16,22 min | +7,05 s | Morena Gallizio |
| 57.     | 5 marca  | 1993 | Montecampione | Supergigant | 1:39,23 min | +7,04 s | Isolde Kostner  |
| 13.     | 7 marca  | 1993 | Montecampione | Gigant      | 2:06,03 min | +3,01 s | Karin Roten     |
| 19.     | 7 marca  | 1993 | Montecampione | Kombinacja  | ?           | ?       | Morena Gallizio |
| 25.     | 11 marca | 1994 | Lake Placid   | Supergigant | 1:23,29 min | +6,35 s | Hilde Gerg      |
| 5.      | 13 marca | 1994 | Lake Placid   | Gigant      | 2:19,29 min | +3,72 s | Mélanie Turgeon |
| DNF2    | 18 marca | 1995 | Voss          | Slalom      | 1:22,12 min | -       | Marlies Oester  |
| DNF2    | 20 marca | 1995 | Voss          | Gigant      | 2:02,46 min | -       | Karin Roten     |

### Puchar Świata

#### Miejsca w klasyfikacji generalnej
- sezon 1995/1996: 107.
- sezon 1996/1997: 92.
- sezon 1997/1998: 35.
- sezon 1998/1999: 25.
- sezon 1999/2000: 20.
- sezon 2000/2001: 43.
- sezon 2001/2002: 35.
- sezon 2002/2003: 18.
- sezon 2003/2004: 20.
- sezon 2004/2005: 34.
- sezon 2005/2006: 18.
- sezon 2006/2007: 15.

#### Miejsca na podium
1. Åre – 28 stycznia 1998 (gigant) – 3. miejsce
2. Sierra Nevada – 13 marca 1999 (gigant) – 2. miejsce
3. Courchevel – 31 października 1999 (gigant) – 2. miejsce
4. Cortina d’Ampezzo – 23 stycznia 2000 (gigant) – 1. miejsce
5. Altenmarkt – 9 marca 2002 (gigant) – 2. miejsce
6. Zwiesel – 11 marca 2007 (slalom) – 2. miejsce